# 5. bersaljerski polk (Italija)
5. bersaljerski polk (izvirno italijansko 5º Reggimento di Bersaglieri) je bil bersaljerski polk Kraljeve sardinske in Kraljeve italijanske kopenske vojske.

## Zgodovina
Med drugo svetovno vojno je bil polk aktiven v Grčiji in Severni Afriki.